# Tegueste
Tegueste je jednou z 31 obcí na španělském ostrově Tenerife. Nachází se na severu ostrova, je enklávou municipality San Cristóbal de La Laguna. Její rozloha je 26,41 km², v roce 2019 měla obec 11 294 obyvatel. Je součástí metropolitní oblastí Santa Cruz de Tenerife.